# تلون حمضي
تلون الحمض يكون عبارة عن تفكك أيون معدن أو مادة كيميائية في المحلول الحمضي. نلاحظ هذه الظاهرة في الملح، أي إذا أحضرنا كأس مليء بالماء البارد وأضفت إليه ملح بمقدار نصف الكأس وأدخلت إليه قطبين من الكهرباء نلاحظ هنا أن القطب الموجب بدء يتحلل وعندها يظهر اللون الأصفر (النحاس)، وإذا ربطت قضيب من الحديد إلى القطب الموجب يظهر اللون الأسود المائل إلى الاحمرار. والألمنيوم يظهر في اللون الوردي المزهر، وبعد ساعة من الركود يتحول إلى الأبيض.
وفي كل عملية تحليل لأي معدن يظهر الهيدروجين في صيغة خفيفة جداً مع رائحة لاذعة في الأنف
أما عن لون الهيدروجين وغاز الكلور فهو في خضم هذه العملية يمكن أن تشعل نار فوق الكأس وسوف تلاحظ أن النار لونها أحمر.